# Bergstraße 14 (Niederbrechen)

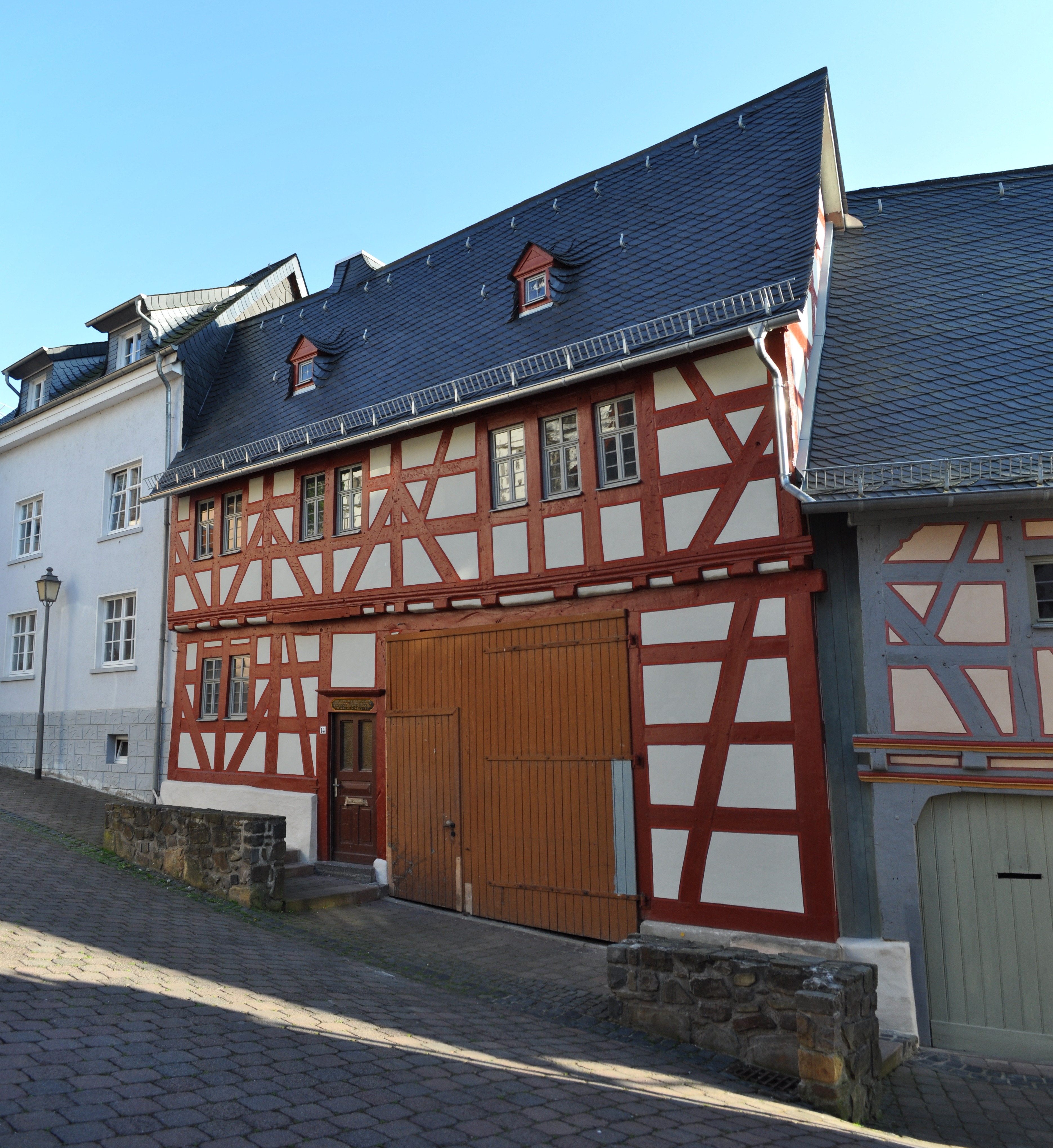
Gebäude Bergstraße 14 in Niederbrechen

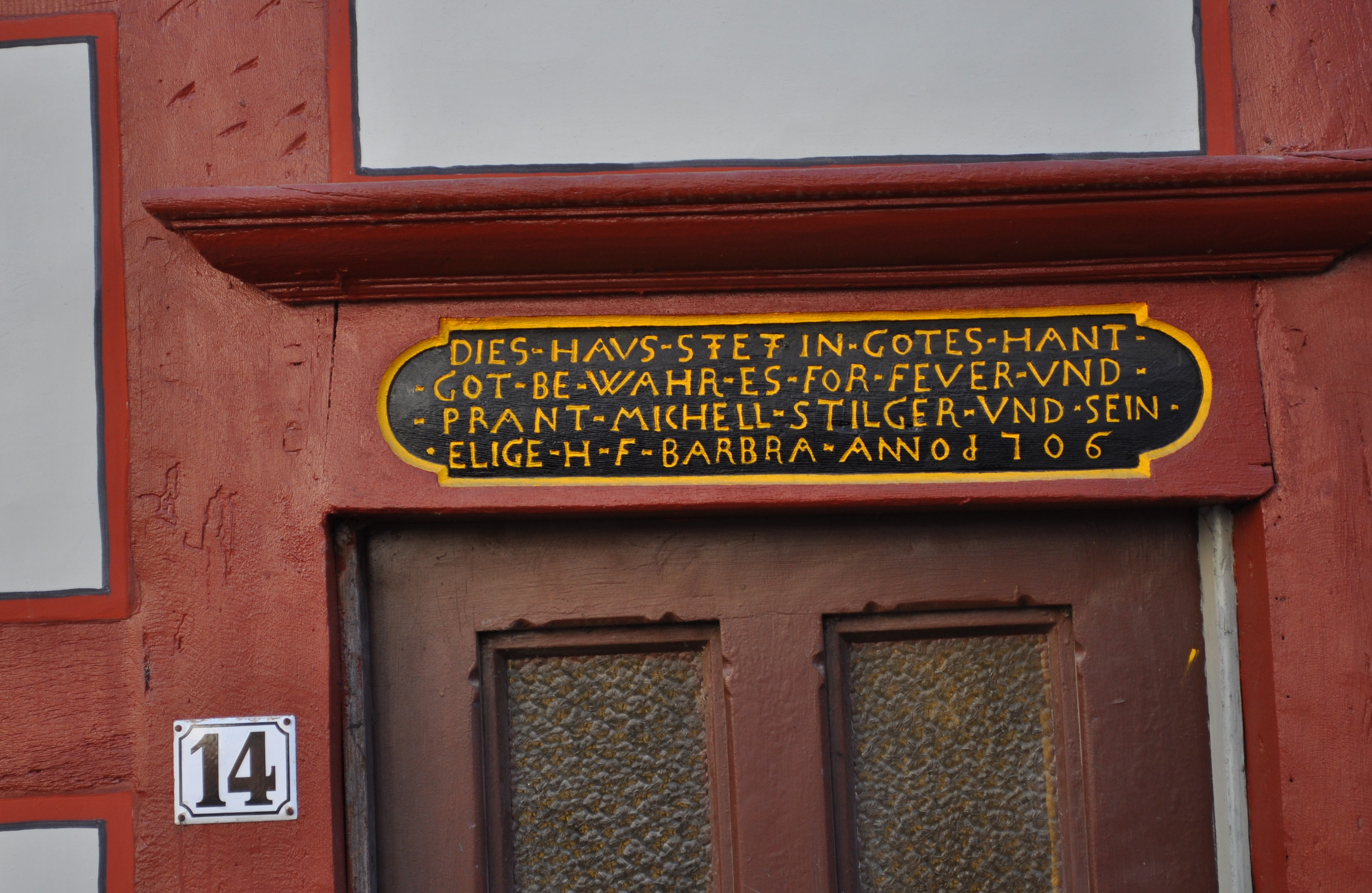
Inschrift über der Haustür

Das Gebäude Bergstraße 14 in Niederbrechen, einem Ortsteil der Gemeinde Brechen im mittelhessischen Landkreis Limburg-Weilburg, wurde 1706 errichtet. Das Fachwerkhaus ist ein geschütztes Kulturdenkmal.
Das zweigeschossige traufständige Torfahrthaus mit einem steilen Satteldach besitzt nur eine geringe Tiefe. Die drei Fensterachsen des Obergeschosses entsprechen dem ursprünglichen Zustand. Die Kellertür mit Winkelbändern und Schiebefenster ist bemerkenswert.

Über der Haustür ist folgende Inschrift angebracht: 

„Dies Haus stet in Gotes Hant. Got bewahr es for Feuer und Prant. Michell Stilger und sein elige H F  Barbra Anno d 1706.“

  (H F steht für Hausfrau)